# Кірєєв Родіон Володимирович
Родіон Володимирович Кіреєв (нар. 19 червня 1980, Київ) — український юрист, суддя Печерського районного суду міста Києва. Відомий тим, що розглядав резонансні справи стосовно Ганни Сінькової, що готувала «яєчню» на вічному вогні, політичної діячки Юлії Тимошенко та одного з лідерів ультрас київського «Динамо» Андрія Кореневського.

## Життєпис
Народився 18 червня 1980 в Києві.
У 1997 закінчив київську середню загальноосвітню школу № 63.
Працював у Київському апеляційному господарському суді (помічником судді[джерело?]). 13 травня 2009 призначений суддею Березанського міського суду Київської області. Вів справи, пов'язані з дрібним хуліганством, крадіжками та розповсюдженням наркотиків.
20 квітня 2011 указом Президента переведений до Печерського районного суду міста Києва. Вів справу Ганни Сінькової — студентки, щодо якої порушена кримінальна справа «наруга над могилою» за смаження яєчні на «вічному вогні» на площі Слави в Києві. Зокрема, Родіон Кірєєв випустив її на підписку про невиїзд на час досудового слідства..
У 2013 році - заступник голови Печерського райсуду Києва.
З 2012 навчався в аспірантурі Національної академії внутрішніх справ України, писав дисертацію на тему: «Зловживання підозрюваним, обвинуваченим, засудженим правом на захист»

## Справа Юлії Тимошенко

Мітингувальники біля Печерського районного суду

З 24 червня по 11 жовтня 2011 вів кримінальну справу стосовно Юлії Тимошенко. Численні конфлікти і непорозуміння між суддею та обвинуваченою і стороною її захисту стали предметом обговорення у ЗМІ. Діяльність Кірєєва піддає критиці опозиція: народний депутат від НУ-НС О. В. Чорноволенко зазначив, що «Кірєєв допомагає Януковичу будувати тоталітарну країну». 13 серпня 2011 група народних депутатів звернулася до посольства США з проханням заборонити в'їзд до США Родіону Кірєєву.
29 серпня 2012 року Вищий спеціалізований суд України з розгляду цивільних і кримінальних справ, як суд касаційної інстанції, залишив у силі винесений Р. Кірєєвим вирок у справі Ю. Тимошенко.
30 квітня 2013 року Європейським судом з прав людини було винесено рішення у справі «Тимошенко проти України», яке набуло статусу остаточного 30 липня 2013 року.
ЄСПЛ було визнано злочинним рішення щодо досудового ув'язнення Ю. Тимошенко. Згідно з чинним Законом № 3477-15 від 23 лютого 2006 року «Про виконання рішень та застосування практики Європейського суду з прав людини», Україна зобов'язана відреагувати на це рішення, відповідно Р. Кірєєв є підозрюваним в злочині проти прав людини.

## Після 2013 року
У квітні 2014 року ГПУ почала досудове розслідування проти Радіона Кірєєва, за звинуваченням за частиною 2 статті 375 ККУ – винесення завідомо неправосудного вироку.
20 червня 2014 року ГПУ оголосила Кірєєва у розшук.
Кірєєв зник із Києва другого липня. 7 липня МВС оголосило його у розшук.
У листопаді 2014 року народний депутат "Народного фронту" і радник глави МВС Антон Геращенко заявив, що суддя Родіон Кірєєв знаходиться в Криму.
5 лютого 2015 року Верховна Рада дала згоду на арешт судді Кірєєва (297 голосів за).
Але ще у жовтні 2015 року суддя Кірєєв отримував зарплату у Печерському суді Києва.
18 січня 2016 року Президент Петро Порошенко звільнив з посади чотирьох суддів (указ №10/2016), зокрема Родіона Кірєєва "у зв’язку з порушенням присяги судді".
У вересні 2018 року Шевченківський райсуд Києва в закритому засіданні дозволив затримати Родіона Кірєєва з метою розгляду клопотання про взяття його під варту.
У 2016 році зареєстрований адвокатом у Реєстрі адвокатської палати Москви, працює в адвокатській фірмі «Правовой ресурс».